# 保劳斯尼奥
保劳斯尼奥，是匈牙利包尔绍德-奥包乌伊-曾普伦州所辖的一个村。总面积16.76平方公里，总人口1196，人口密度71.4人/平方公里（2011年1月1日）。